# 厳島 (防護巡洋艦)
厳島(いつくしま)は日本海軍の海防艦、または防護巡洋艦。
艦名は名所の名で日本三景の一つ、安芸国厳島から採られた。
松島、橋立は姉妹艦。

## 概要
日清戦争に参加。

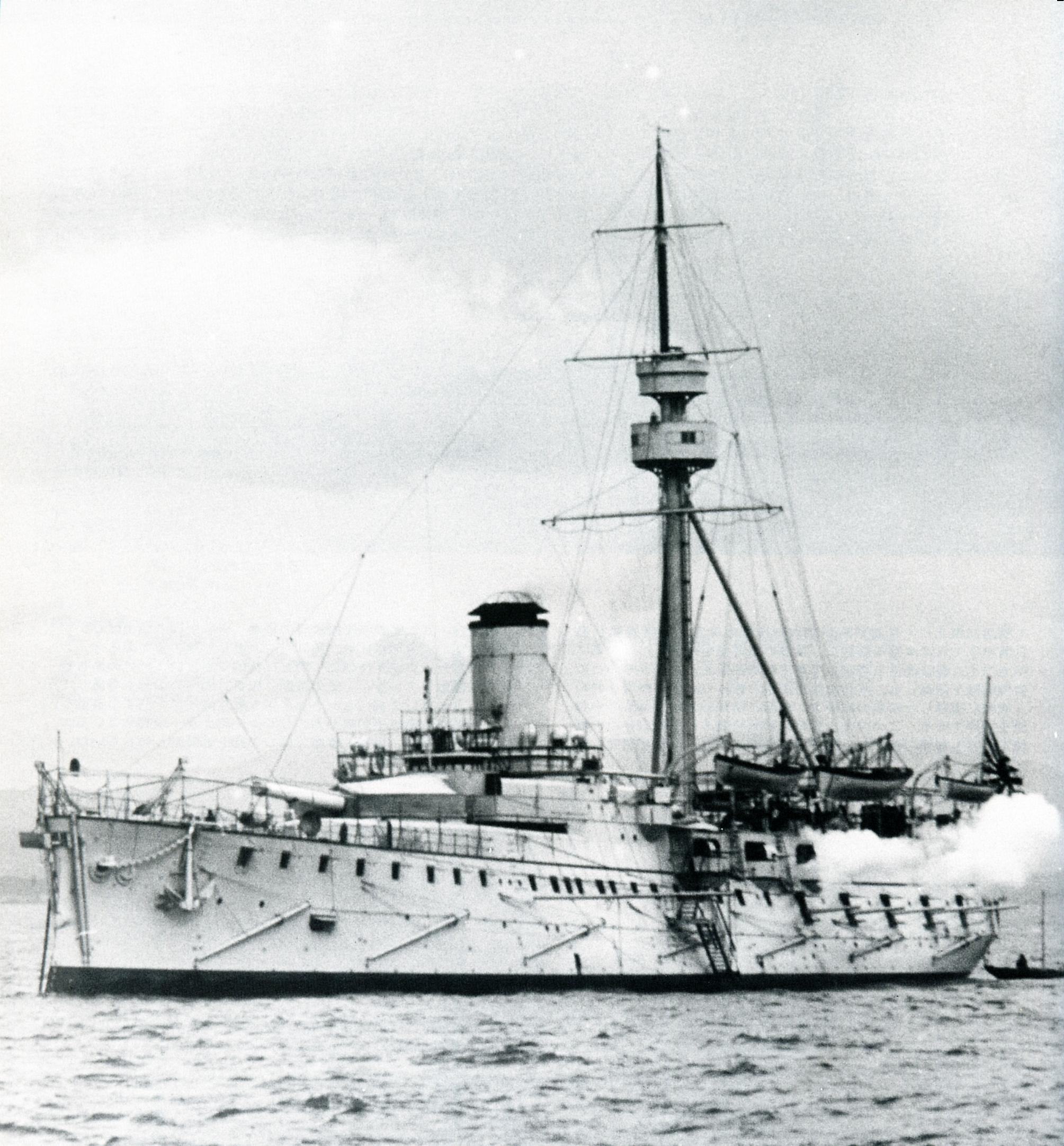
艦首から撮影された本艦。(1897年)

日露戦争では第三艦隊旗艦として活躍し、日本海海戦においてバルチック艦隊発見を受電して急行、その後バルチック艦隊と並走して東郷平八郎司令長官に向け、正確な位置、隊形、針路などを詳細に通報し、海戦の前座を見事に務めた。
なお、松島型二番艦とするのが普通であるが、松島より先に起工、竣工しているため、厳島型と呼ばれることもある。

## 艦型

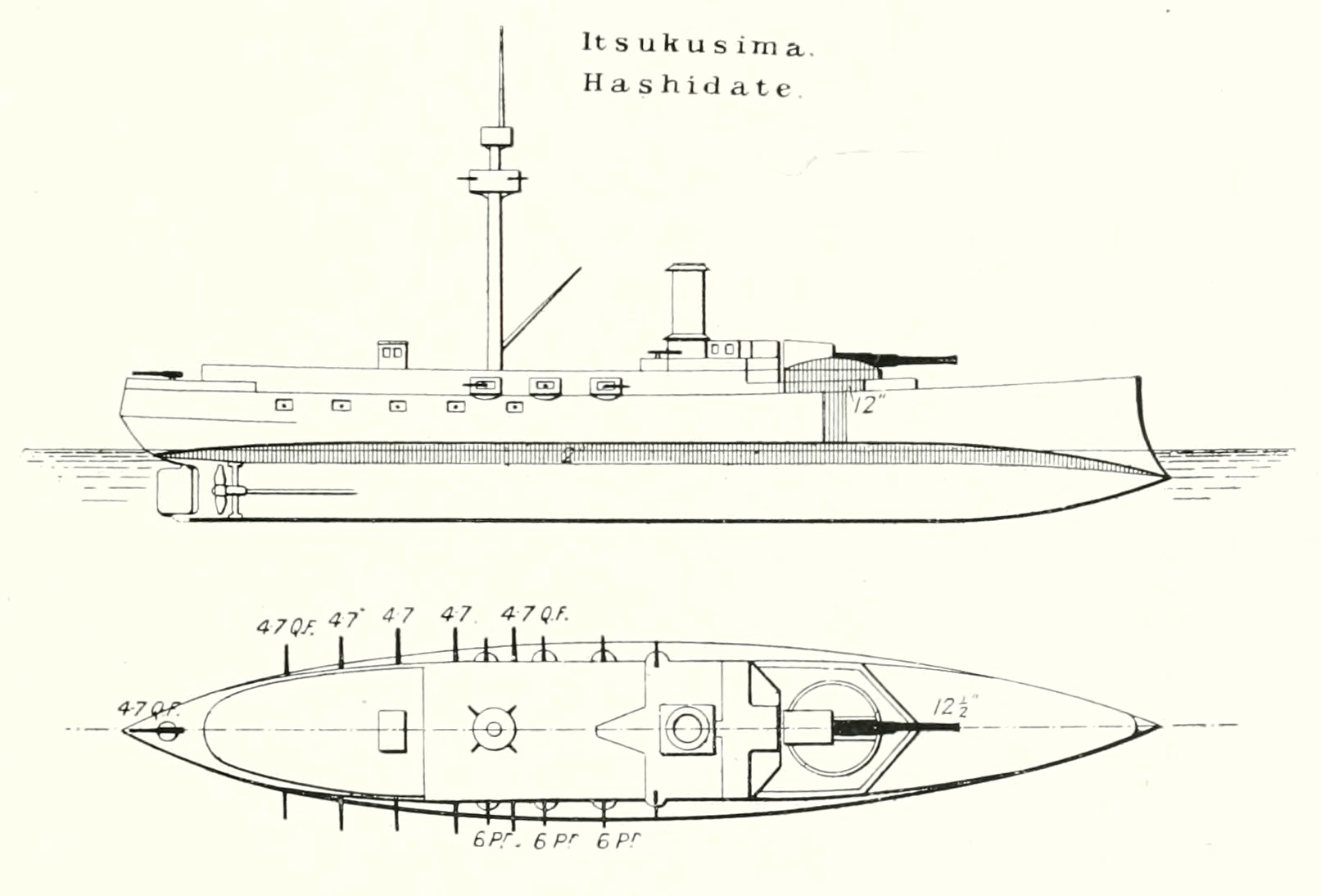
本艦の武装・装甲配置を示した図。

建造にいたる経緯については、松島を参照。主砲であるカネー社製32cm(38口径)単装砲は、松島と違い前部甲板に据え付けられたため、艦形としては収まりがよい。また、副砲以下の装備についても若干相違がある。

## 艦歴

### 建造
1887年 (明治20年) 6月6日にフランスで建造される第一海防艦を厳島と命名 (但し命名式までは仮称) する事が令達された。
1888年 (明治21年) 1月7日、地中海鉄工造船所(フランス)で起工。
1889年 (明治22年) 7月18日進水。
1891年 (明治24年) 9月3日竣工。
第一種に編入された。

### 1892年
1892年(明治25年)
5月21日、横須賀港に到着、
5月30日、厳島は警備艦に指定された。

### 1893年 - 1894年
1893年(明治26年)6月27日、常備艦隊に編入された。
1894年(明治27年)3月21日、修理のために常備艦隊の役務を解かれ、
7月8日再度常備艦隊に編入された。

### 日清戦争
1894年(明治27年)
8月1日 日清戦争開戦、連合艦隊本隊所属 。
9月17日 黄海海戦 。
1895年(明治28年)
2月 威海衛攻撃終了、清国降伏。

### 1895年
1895年(明治28年)7月29日、常備艦隊の役務を解かれた。
9月28日、厳島は警備艦に定められた。

### 1898年
1898年(明治31年)
3月21日、二等巡洋艦に類別された。

### 1900年
1900年(明治33年)
北清事変により8月から11月迄、上海の警備を行った。

### 修理
1901年(明治34年)、
呉造船廠でボイラーを円缶からベルビール缶に換装した。

### 遠洋航海
1901年(明治34年)
2月から8月、少尉候補生の東南アジア、清方面の遠洋航海に従事した。
1903年(明治36年)、
同じく少尉候補生の遠洋航海に従事した。

### 日露戦争
1904年(明治37年)、第三艦隊旗艦として日露戦争に参加。対馬警備の後に旅順封鎖に参加。一度他に旗艦を譲り、黄海海戦の前日には損傷を受け、修理中だったため海戦には参加できなかった。1905年(明治38年)には第三艦隊旗艦に復帰して日本海海戦に参加。樺太作戦には第四艦隊旗艦として参加した。

### 1906年 - 1908年
明治39年度、明治40年度、明治41年度の少尉候補生の遠洋航海に従事した。

### 1912年
1912年(明治45年)
6月に浪速が遭難、室蘭に碇泊していた厳島は6月27日に同地を出港し救助に向かった。
1912年(大正元年)8月28日、二等海防艦に類別が変更された。

### 除籍
1919年(大正8年)4月1日除籍、
雑役船に編入され、潜水艇母船に指定、厳島丸と改称した。
1920年(大正9年)
1月15日、厳島丸は潜水艦4隻の繋留母船に改造されることになり、
7月1日厳島と改称し、潜水艇母船から潜水艦母艇に変更になった。
9月15日厳島は海軍潜水学校付属となり、
9月24日、呉防備隊から引渡し、
校舎として使用された。
1924年(大正13年)
3月22日に海軍潜水学校は新築移転、以後厳島は倉庫として使用された。
9月8日に韓崎が海軍潜水学校附属となり、海軍潜水学校は厳島を必要としなくなった。
12月13日、船体老朽のため海軍潜水学校から呉海軍港務部へ引渡された。
1925年(大正14年)3月30日廃船認許。
5月20日呉海軍工廠に引き渡された。
同年10月14日 舞鶴飯野商事会社呉支店に売却、11月29日から大正15年(1926年)7月に呉吉浦で解体された。

## 艦長
※『日本海軍史』第9巻・第10巻の「将官履歴」及び『官報』に基づく。
回航委員長
- 磯辺包義 大佐:1890年9月24日 - 1892年6月6日

艦長
1. 磯辺包義 大佐:1891年4月13日 - 1892年7月12日
2. 伊地知弘一 大佐：1892年9月5日 - 1894年2月26日
3. 尾形惟善 大佐：1894年2月26日 - 3月21日
4. 横尾道昱 大佐：1894年6月28日 - 12月17日
5. 有馬新一 大佐：1894年12月17日 - 1895年6月5日
6. 松永雄樹 大佐：1895年9月28日 - 1896年8月13日
7. 平尾福三郎 大佐：1896年8月13日 - 1898年10月1日
8. 斎藤実 大佐：1898年10月1日 - 11月10日
9. 舟木錬太郎 大佐：1898年11月10日 - 1899年3月22日
10. 細谷資氏 大佐：1899年3月22日 - 1899年10月13日
11. 新島一郎 大佐：1900年6月19日 - 1901年8月30日
12. 松本和 大佐：1902年10月23日 - 1903年9月26日
13. 成田勝郎 大佐：1903年10月15日 - 1904年6月19日
14. 丹羽教忠 大佐：1904年6月19日[30] - 1905年1月12日
15. 土屋保 大佐：1905年1月21日 - 1906年10月12日
16. 名和又八郎 大佐：1906年10月12日 - 1907年8月5日
17. 小花三吾 大佐：1907年8月5日 - 1908年9月1日
18. 田中盛秀 大佐：1908年9月1日 - 12月10日
19. 笠間直 大佐：1908年12月10日 - 1909年12月1日
20. (兼)小黒秀夫 大佐：1910年6月3日 - 6月22日
21. 田所広海 大佐：1910年6月22日 - 9月28日
22. 秀島成忠 大佐：1910年12月1日 - 1911年12月1日
23. 南里団一 大佐：1911年12月1日 - 1913年11月5日
24. 久保来復 大佐：1913年11月5日 - 1914年8月23日
25. 増田高頼 大佐：1914年12月1日 - 1915年5月1日
26. (兼)岡田三善 大佐：1915年5月1日 - 1916年3月15日
27. (兼)本田親民 大佐：1916年3月15日 - 12月1日
28. (兼)糸川成太郎 大佐：1916年12月1日 - 1918年12月1日[31]
29. (兼)福田貞助 大佐：1918年12月1日 -